# Fdisk

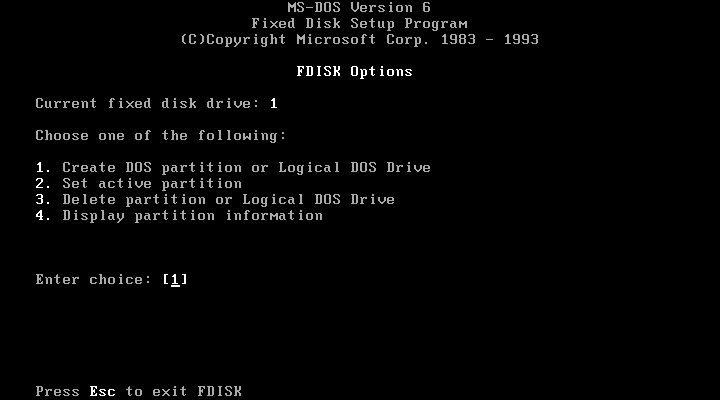
Captura de tela do FDISK no MS-DOS

Para sistemas de arquivos de computador, fdisk é um utilitário de linha de comando que fornece funções de particionamento de disco. Nas versões da linha do sistema operacional Windows NT e Windows 200 em diante, o fdisk é substituído por uma ferramenta mais avançada chamada diskpart. Existem utilitários similares para sistemas do tipo Unix.

## Implementações

### DOS e Windows
A IBM introduziu o fdisk, Fixed Disk Setup Program versão 1.00, com a versão de março de 1983 do IBM PC/XT, o primeiro PC a armazenar dados em um disco rígido, e o IBM Personal Computer DOS versão 2.0. A versão 1 pode ser usada para criar uma partição FAT12 do DOS, excluí-la, alterar a partição ativa ou exibir dados de partição. O fdisk grava o registro mestre de inicialização, que suporta até quatro partições. Os outros três foram destinados a outros sistemas operacionais, como CP/M-86 e Xenix, que deveriam ter seus próprios utilitários de particionamento, pois o fdisk não os suportava.
Em agosto de 1984, o PC DOS 3.0 adicionou partições FAT16 para suportar discos rígidos maiores com mais eficiência.
Em abril de 1987, o PC DOS/fdisk 3.30 adicionou suporte para partições estendidas, que podiam conter até 23 "unidades lógicas" ou volumes.
Suporte para FAT16B foi adicionado com o Compaq MS-DOS 3.31, e posteriormente ficou disponível com o MS-DOS/PC DOS 4.0.
A maioria dos programas fdisk do DOS, incluindo o programa fdisk que veio com o Windows 95 original, são capazes apenas de criar partições FAT dos tipos FAT12, FAT16 e FAT16B.
Um derivado do fdisk do MS-DOS foi fornecido com o Windows 95, Windows 98 e posteriormente com o Windows ME. Apenas as versões do fdisk fornecidas com o Windows 95B ou posterior são capazes de manipular partições FAT32. O Windows 2000 e posteriores não usam fdisk, pois eles possuem o recurso Logical Disk Manager, bem como DiskPart.
Ao contrário dos programas fdisk para outros sistemas operacionais, os programas fdisk para DOS e Windows 9x/Me não apenas alteram os dados na tabela de partição, mas também sobrescrevem muitos setores de dados na própria partição. (No entanto, para criar uma partição estendida qualquer editor de partição deve colocar registros de inicialização estendidos antes de cada unidade lógica no disco.) Os usuários devem ter certeza de que o disco/partição correto foi escolhido antes de usar um fdisk DOS/Windows para particionamento. A opção fdisk/mbr não está documentada, mas é bem conhecida por reparar o registro mestre de inicialização.
O fdisk fornecido com o Windows 95 não relata o tamanho correto de um disco rígido maior que 64 GB. Um fdisk atualizado está disponível na Microsoft e corrige isso. A Microsoft nomeou a substituição "263044usa8" e é a versão 4.72.2811.0, de assinatura em 23 de maio de 2000. O tamanho original do programa fdisk do Windows 98 é menor que o atualizado.